# Abbeville
Abbeville je mesto in občina v severni francoski regiji Pikardiji, podprefektura departmaja Somme. Leta 1999 je mesto imelo 24.567 prebivalcev.

## Geografija
Kraj leži v severni Franciji ob reki Somi 10 km pred njenim izlivom v Sommski zaliv (Rokavski preliv), 45 km severozahodno od Amiensa.

## Administracija
Abbeville je sedež dveh kantonov:
- Kanton Abbeville-Jug (del občine Abbeville, občine Bray-lès-Mareuil, Cambron, Eaucourt-sur-Somme, Épagne-Épagnette, Mareuil-Caubert, Yonval),
- Kanton Abbeville-Sever (del občine Abbeville, občine Bellancourt, Caours, Drucat, Grand-Laviers, Neufmoulin, Vauchelles-les-Quesnoy).

Mesto je prav tako sedež okrožja, v katerega so poleg njegovih dveh vključeni še kantoni Ailly-le-Haut-Clocher, Ault, Crécy-en-Ponthieu, Friville-Escarbotin, Gamaches, Hallencourt, Moyenneville, Nouvion, Rue in Saint-Valery-sur-Somme s 125.258 prebivalci.

## Zgodovina
Po naselju je bila nekdaj imenovana stara paleolitska kultura Abbevillien, znana po zgodnjih kamnitih orodjih, ki so bili najdeni na tem ozemlju v tridesetih letih 19. stoletja.
Samo naselje se v zgodovini prvikrat omenja v 9. stoletju kot del ozemlja opatije St. Riquier, kasneje pa postalo sedež grofije Ponthieu. Leta 1272 je prešel v roke angleškemu kralju Edvardu I., kjer je ostal vse do leta 1435, ko je s sporazumom v Arrasu pripadel burgundskemu vojvodu. Leta 1477 ga je Ludvik XI. priključil Franciji.
V začetku druge svetovne vojne je bil kraj močno poškodovan.

## Znamenitosti
- stražni stolp - beffroi iz leta 1209, od leta 2005 skupaj z ostalimi podobnimi stolpi v severni Franciji in Belgiji na UNESCOvem seznamu krajev svetovne dediščine,
- kolegij s cerkvijo sv. Vulfrana, mestnega patrona, iz leta 1488, umetnina gotske arhitekture.

## Pobratena mesta
- Argos (Grčija),
- Burgess Hill (Združeno kraljestvo).